# NGC 4152
NGC 4152 је спирална галаксија у сазвежђу Береникина коса која се налази на NGC листи објеката дубоког неба.
Деклинација објекта је + 16° 1' 59" а ректасцензија 12h 10m 37,5s. Привидна величина (магнитуда) објекта NGC 4152 износи 11,9 а фотографска магнитуда 12,6. Налази се на удаљености од 34,5000 милиона парсека од Сунца. NGC 4152 је још познат и под ознакама UGC 7169, MCG 3-31-52, MK 759, IRAS 12080+1618, CGCG 98-77, VCC 25, PGC 38749.